# 佐久間周波数変換所

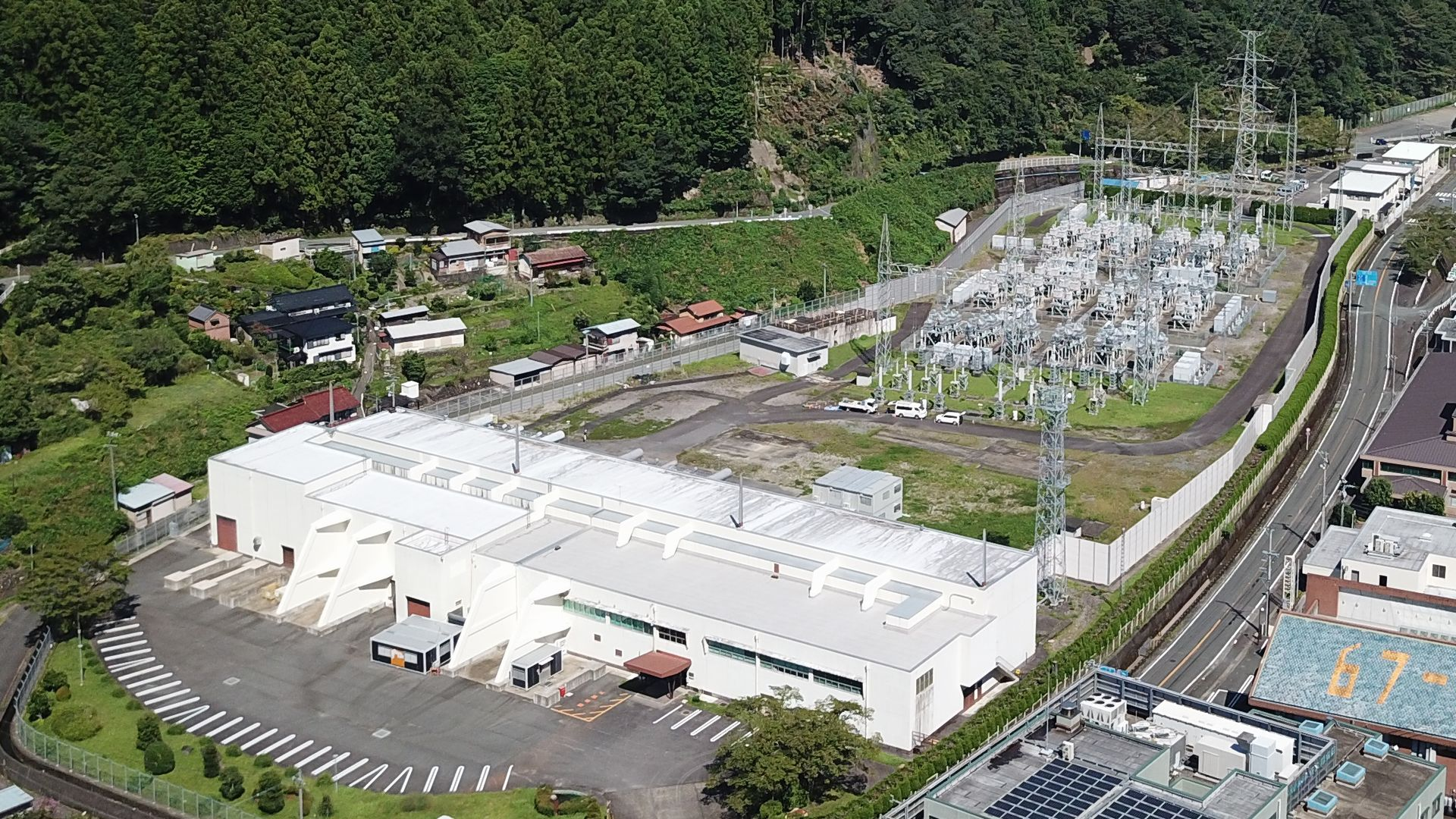
佐久間周波数変換所

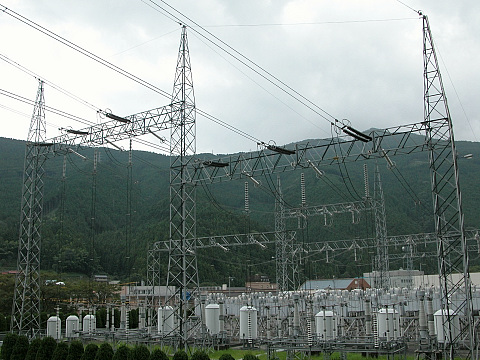
変換設備

佐久間周波数変換所（さくましゅうはすうへんかんしょ）は、静岡県浜松市天竜区佐久間町に建設された、商用電源周波数の異なる電気を周波数変換器（英: frequency changer）を介して接続し東西に融通する設備。
電源開発送変電ネットワークが運用管理する。27万5,000Vの交流を一度12万5,000Vの直流に変換、再び交流に戻すことで最大30万kWの電力を変換できる。

## 歴史
日本で電気事業が始まった明治、関東地方ではドイツから輸入した50Hzの発電機を、一方関西地方ではアメリカ合衆国から輸入した60Hzの発電機をそれぞれ運転開始し、以来現在に至るまで国内に50Hz、60Hzという2種類の電気が混在している状況にある。第二次世界大戦直後、復興にあわせて商用電源周波数を統一するという構想があったが、復興が急速に進んだことで実現が不可能となった。
周波数の異なる2種類の電気を融通するという構想は、1958年（昭和33年）に広域運営視察団によってもたらされたという。イギリス・フランス間において両国が直流送電によって電力系統を接続することを計画し、容量16万kWの設備をスウェーデンの電力機器メーカー・アセア社（現ABB）に発注していた。この技術を日本の異周波数系統間の電力融通に利用できないかと持ちかけたのである。
1961年（昭和36年）4月、電力中央研究所に東京大学の福田節雄教授を中心とした両サイクル連系問題委員会が設立された。検討の結果、1962年（昭和37年）2月ついに周波数変換所の建設が決定される。変換所の建設には電源開発が主体となり、その建設予定地には佐久間ダム建設時に利用されたセメントサイロの跡地が選ばれた。佐久間発電所から距離にして1.5kmという至近にあり、27万5,000Vの特別高圧送電線が東西に延びるとあって適地とされた。変換所の要となる水銀整流器はASEA社に発注し、1962年（昭和37年）着工、1964年（昭和39年）4月にその第一群が名古屋港に到着。以来突貫工事にて変換所の建設が行われた。そして1965年（昭和40年）10月10日、完成した佐久間周波数変換所は運用を開始した。このとき培われた技術は、同じく周波数変換所としての側面を持つ東京電力パワーグリッド・新信濃変電所や、北海道・本州間連系設備などに利用されている。
運用開始から28年間が経過した1993年（平成5年）、水銀整流器が光トリガサイリスタバルブへと取り替えられた。
2020年4月、発送電分離により、電源開発から同社子会社の電源開発送変電ネットワークに移管された。
日本において周波数変換所と呼べる設備はこの佐久間周波数変換所と東京電力パワーグリッド新信濃変電所、中部電力パワーグリッド東清水変電所、そして同社飛騨変換所の4箇所があり、2021年9月現在合計210万kWの電力が融通できる状態にある。これはおよそ原子力発電所の原子炉2基分の発電出力に相当する。

## 構成
佐久間周波数変換所では電流型インバータという回路を用いている。周波数変換素子には、当初は水銀整流器が使われていたが、現在は光サイリスタが使われている。
周波数変換の動作例は以下の流れになる。
1. 送電側の交流をサイリスタバルブ[7]の運転に適した電圧に変換する。
2. サイリスタバルブにより 交流を直流125kV に変換する。定格容量 300MW
3. 直流リアクトルにより脈流を平滑し、高調波フィルターによりノイズ成分を除去する。
4. 直流は光サイリスタブリッジに印加される。出力側の電圧波形がプラス側あるいはマイナス側の極性が一致した瞬間サイリスタをトリガすると受電側に電流が流れ込む。やがて波形がゼロを過ぎ逆極性になると光トリガサイリスタはターンオフする。

この特徴として受電側にも交流電源が必要であることが挙げられる。例として上述の変換を行っている場合で受電側の60Hzが停電してしまった場合には、送電側の50Hzに障害がなくても60Hzの電気を発生させることができない。なお、無停電電源装置（UPS）など自ら交流を出力することができるインバータを電圧型インバータと呼ぶ。